# Momoland
Momoland (cách điệu thành MOMOLAND, Hangul: 모모랜드) là nhóm nhạc nữ Hàn Quốc được công ty MLD Entertainment (trước đây là Duble Kick Company) thành lập thông qua chương trình truyền hình thực tế Finding Momoland vào năm 2016. Nhóm ra mắt với bảy thành viên gồm: Yeonwoo, Ahin, Hyebin, Jane, Nancy, JooE, Nayun sau này bổ sung thêm 2 thành viên Daisy và Taeha.

## Lịch sử

### Trước khi ra mắt
- Hyebin từng là người mẫu ảnh và sử dụng nghệ danh là Cherry, sau đó trở thành thực tập sinh của một công ty giải trí lớn ở Hàn
- Yeonwoo từng là thực tập sinh tại một công ty giải trí và đồng thời xuất hiện trong nhiều MV của Kim Yong-Chul cùng với 2 thành viên khác của Momoland là Hyebin và JooE.
- Jane từng tham gia thi tuyển cho rất nhiều công ty khác nhưng không được chọn. Theo thông tin từ cô cho biết cô từng là thực tập sinh cũ của SM Entertainment.
- Taeha đã được biết đến thông qua chương trình thực tế Produce 101 mùa 1, tuy sở hữu ngoại hình thu hút và tài năng, nhưng bị loại ở tập 8, đứng vị trí thứ 50. Ngay sau đó Taeha lọt vào mắt xanh của một công ty giải trí ở Hàn và trở thành thực tập sinh đây. Theo nhiều thông tin cho hay trước đó năm 2009 cô từng tham gia cuộc thi Superstar K và từng được dự định debut cùng với WJSN (Nhóm nhạc nữ gồm 13 thành viên debut ngày 25/02/2016)
- Daisy từng là thực tập sinh cho một công ty khác và được dự kiến sẽ tham gia show Sixteen. Ngoài các hoạt động cùng nhóm, Daisy còn là mẫu ảnh và là người dẫn chương trình.
- Jooe từng tham gia nhiều show truyền hình như Kim Saeng Min's Veteran, King of Masked Singer, Salty Tour. Bên cạnh đó cô còn là MC cho chương trình Get It Beauty 2018, Fallen For You của đài JTBC2 cùng Jung Hyung Don và Jung Se Woon.
- Ahin từ năm 6 tuổi cô đã chuyển đến sống tại Thượng Hải,Trung Quốc gần 10 năm, và ở Đài Loan trong 2 năm. Do đó cô có thể sử dụng thông thạo tiếng Anh, Quan Thoại và cả tiếng Tây Ban Nha.
- Nancy có bố là cựu quân nhân Hoa Kỳ và mẹ là một nghệ sĩ violin. Tuy sinh ra tại Hàn nhưng Nancy lại được chuyển đến Seattle, Hoa Kỳ năm 2002. Năm 2009, Nancy trở lại Hàn với vai trò là một nghệ sĩ nhạc kịch. Từ nhỏ khi ở nước ngoài Nancy đã là người mẫu nhí và là thành viên của nhóm hip-hop Cutie Pies và từng tham gia Korea's Got Talent. Đồng thời cũng góp mặt trong MV Stand By Me của SNUPER và Dangerous. Nancy còn trở thành người dẫn chương trình cho Show Pops in Seoul.

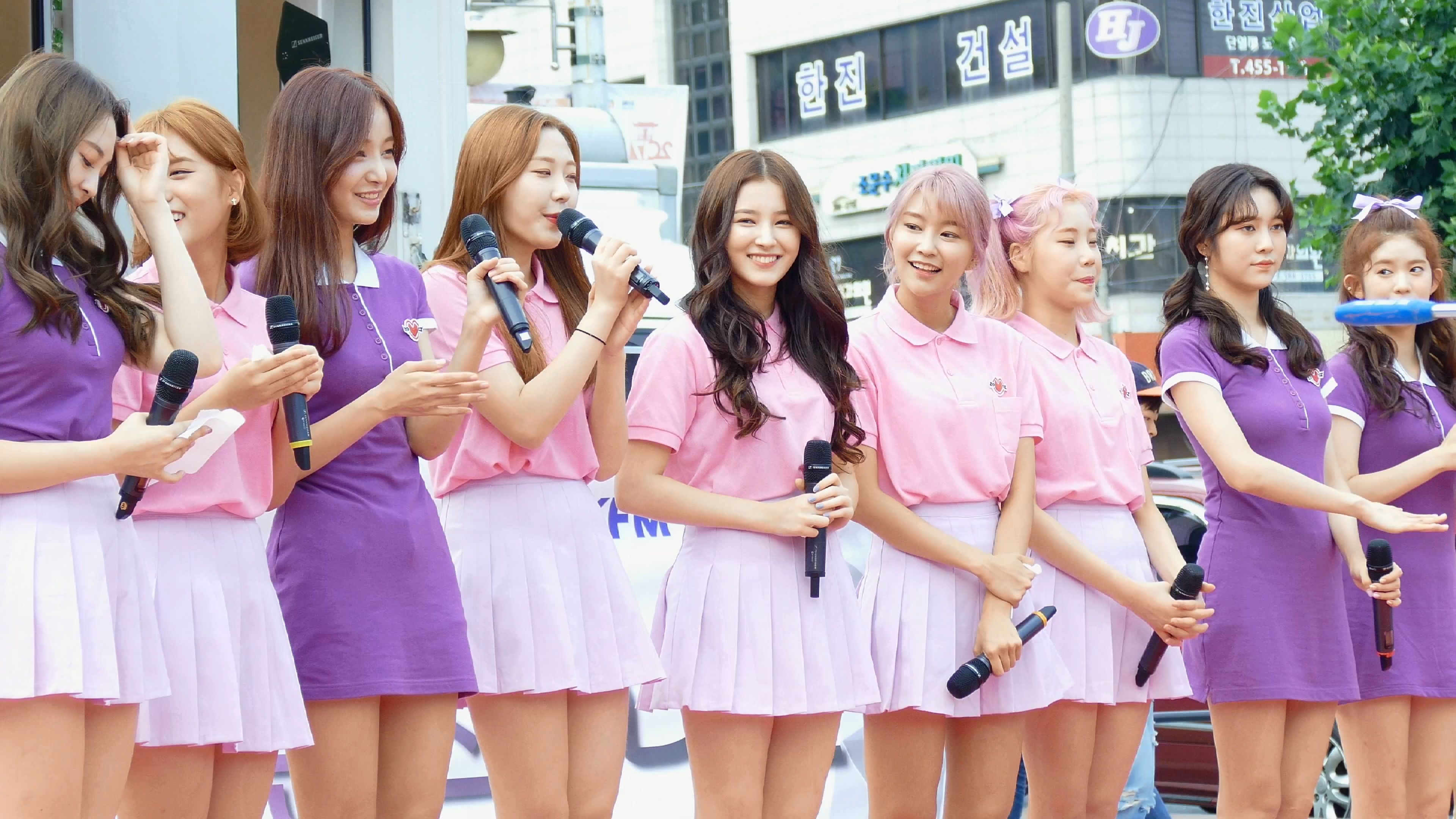
Momoland vào ngày 30 tháng 7 năm 2017

Vào tháng 6 năm 2016, chương trình Finding Momoland của Mnet đã bắt đầu, một chương trình thực tế được tạo ra bởi Duble Kick Entertainment, nơi một nhóm gồm 7 thành viên được chọn từ 10 học viên. Họ đã quyết định rằng các thành viên sẽ ra mắt, nhưng Final Mission không thể thu 3.000 khán giả, nên việc ra mắt chính thức đã bị trì hoãn trong một thời gian để chuẩn bị cho sự kiện ra mắt, quảng bá, họp mặt fan và đường phố.

### 2016–2017: Ra mắt,Finding Momoland, Welcome to Momoland

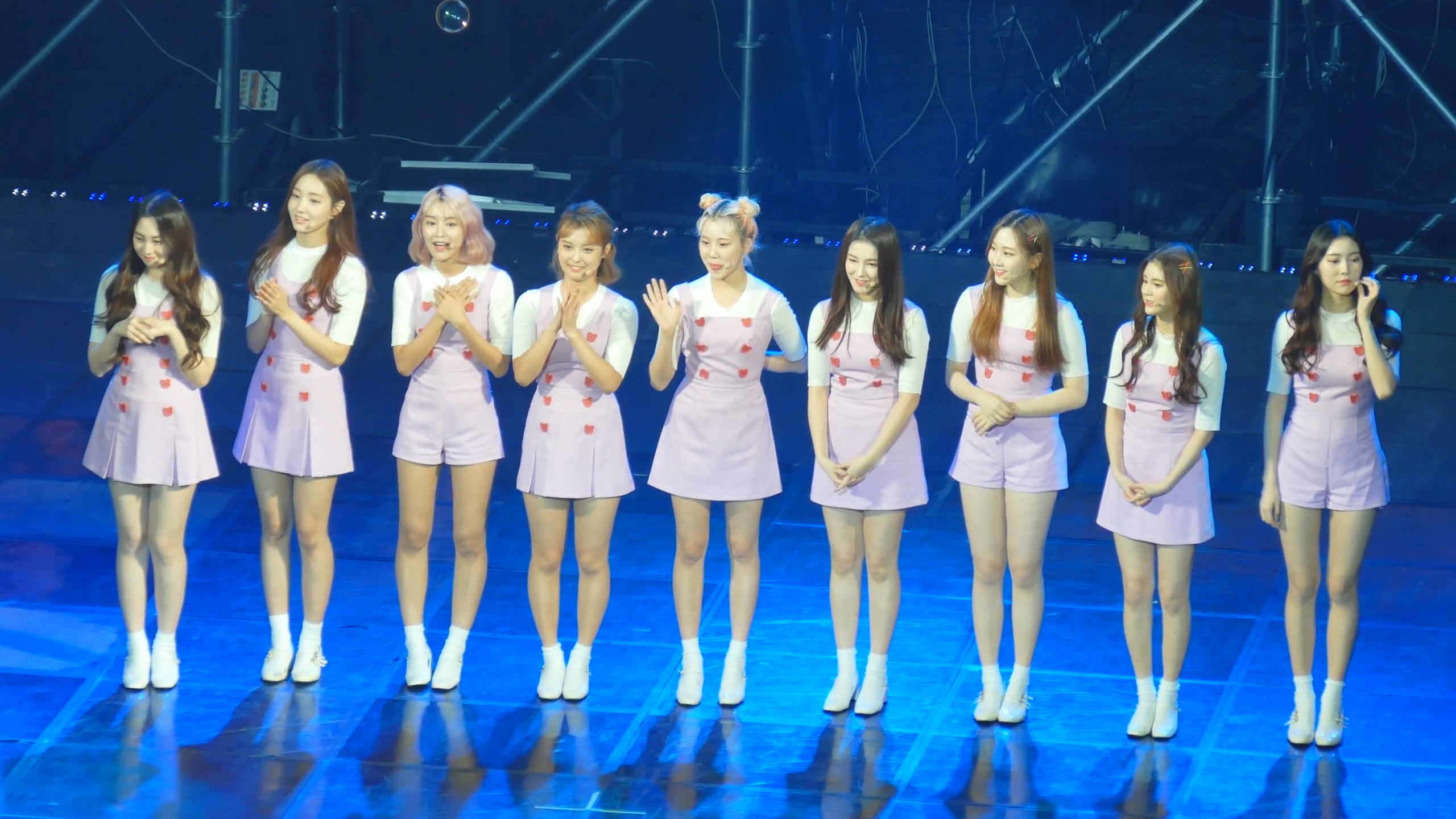
Momoland tại Hero Concert ở Seoul vào ngày 29 tháng 11 năm 2017.

Buổi ra mắt đầu tiên của nhóm được tổ chức vào ngày 9 tháng 11 cùng năm. Vào ngày 10 tháng 11, họ phát hành bản mở rộng ra mắt đầu tiên Welcome to Momoland và ra mắt thông qua chương trình M Countdown. Vào ngày 27 tháng 12, 6 thành viên trừ Yeonwoo, người ngừng ngưng hoạt động do bị đau lưng, tham dự SBS Gayo Daejeon. Vào tháng 10 năm 2016, Momoland, được bổ nhiệm làm đại sứ PR cho Kế hoạch NGO phát triển cứu trợ quốc tế Hàn Quốc, tình nguyện tại Làng Phúc Lương ở Thái Nguyên, Việt Nam từ ngày 12 đến 16 tháng 1 năm 2017, để khuyến khích sinh viên Happy Mov tham gia Dịch vụ xây dựng trường mẫu giáo.

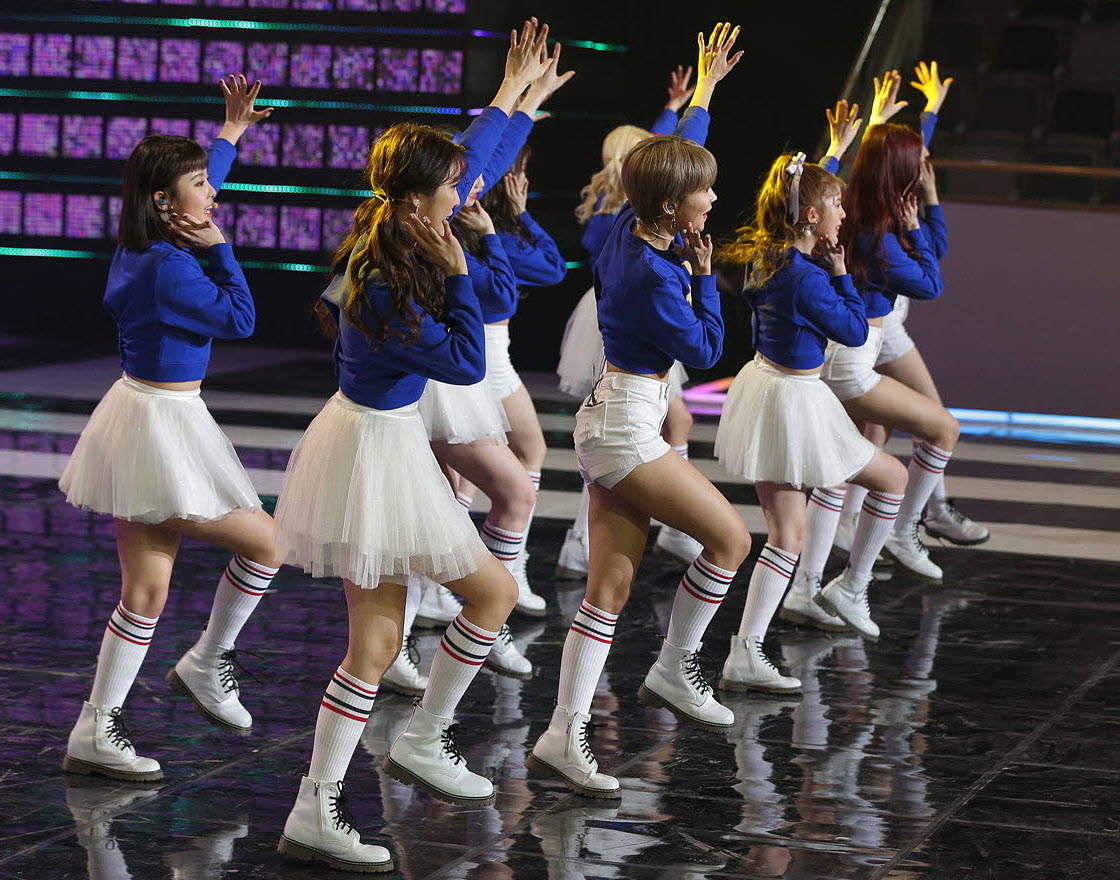
Momoland biểu diễn tại Pyeongchang Winter Olympics G-100 concert vào ngày 30 tháng 1 năm 2018.

Vào ngày 28 tháng 3, Duble Kick Company thông báo rằng Daisy và Taeha sẽ được thêm vào nhóm, tăng số lượng thành viên trong nhóm lên 9 người. Vào ngày 25 tháng 4, nhóm đã có một sự trở lại thông qua The Show. Vào ngày 26 tháng 1, đĩa đơn kỹ thuật số của nhóm Wonderful Love đã được phát hành. Cùng năm đó, ngày 3 tháng 6, KBS 2TV Music Bank đã phát phiên bản EDM của Wonderful Love được phát hành dưới dạng đĩa đơn kỹ thuật số vào ngày 16 tháng 6. Vào ngày 22 tháng 7, nhóm đã biểu diễn phiên bản EDM của Wonderful Love trên The Show. Vào ngày 22 tháng 8 năm 2017, họ phát hành EP thứ 2, Freeze!, ra mắt ca khúc chủ đề Freeze thông qua The Show trong cùng 1 ngày.

### 2018:"Great!","Fun To The World", đột phá và sự nổi tiếng được công nhận
Vào ngày 3 tháng 1 năm 2018, nhóm đã trở lại với EP thứ 3, Great! với ca khúc chủ đề Bboom Bboom. Cùng tháng đó, Serebro cáo buộc Momoland ăn cắp bài hát Mi Mi Mi với Bboom Bboom. Nhà soạn nhạc của "Bboom Bboom", Shinsadong Tiger bác bỏ cáo buộc bằng cách chỉ ra rằng "dòng bass thường được nghe trong thể loại retro hoặc electro swing, cũng như hợp âm 4-stanza. Ngày 11 tháng 1, nhóm biểu diễn và chiến thắng trong chương trình Mnet's M Countdown.
Momoland tổ chức các sự kiện quảng cáo ở Tokyo và Osaka từ ngày 28 tháng 2 đến ngày 4 tháng 3 năm 2018. Nhóm đã thu hút 25.000 khán giả tại một sự kiện được tổ chức tại Nhật Bản trong 4 ngày. Khoảng 100 phương tiện truyền thông cũng tham gia vào showcase được tổ chức tại Tower Records ở Shibuya.  Momoland cũng biểu diễn các bài hát như "JJan! Koong! Kwong", "Freeze", "Wonderful Love" (EDM version), và "Bboom Bboom". Momoland cũng đã ký hợp đồng với King Records để phát hành debut tại Nhật Bản vào ngày 13 tháng 6 năm 2018, cũng như phiên bản tiếng Nhật của single "Bboom Bboom" của nhóm.
Vào ngày 23 tháng 5, Duble Kick Company đã xác nhận rằng Momoland sẽ trở lại vào ngày 26 tháng 6 năm 2018. Công ty xác nhận vào ngày 7 tháng 6 rằng nhóm phát hành EP thứ 4 có tựa đề Fun to the World, với ca khúc chủ để Baam. Vào ngày 9 tháng 8, Momoland trở thành nhóm nhạc nữ đầu tiên - và thứ 2 - giành được chứng nhận Bạch kim bởi Gaon Music Chart, với hơn 100 triệu lượt xem cho bài hát "Bboom Bboom".

### 2019: Album "SHOW ME"  Taeha và Yeonwoo rời nhóm, single album''Thumbs Up''
Đúng 6h tối 20/3 (giờ địa phương), MOMOLAND đã phát hành album mới "SHOW ME" cùng ca khúc chủ để mang tên "I'm So Hot". Sau thành công bất ngờ của "BBoom BBoom" và "BAAM" năm 2018, màn tái xuất của các cô gái cũng nhận được nhiều sự quan tâm của người hâm mộ. Tuy nhiên, họ đã không thể quay trở lại với đội hình đầy đủ khi 2 thành viên Daisy và Taeha vắng mặt do vấn đề sức khỏe và những lý do cá nhân khác. Ngày 4 tháng 9 năm 2019, nhóm phát hành album phòng thu tiếng Nhật đầu tiên, Chiri Chiri mà không có các thành viên Daisy, Taeha và Yeonwoo Vào ngày 4 tháng 10 năm 2019, nhóm và MLD Entertainment đã ký thỏa thuận đồng quản lý với công ty truyền thông Philippine ABS-CBN Corporation.
Ngày 30 tháng 11, MLD xác nhận Taeha và Yeonwoo rời nhóm. Taeha chấm dứt hợp đồng với MLD, còn Yeonwoo vẫn ở lại nhưng chuyển hướng sang diễn xuất, và nói rằng họ đang thảo luận với Daisy về tương lai của cô trong nhóm.
Ngày 30 tháng 12, Momoland chính thức trở lại với single album thứ 2 mang tên "Thumbs Up" vào 18h cùng với MV chủ đề cùng tên.

### 2020: Daisy rời nhóm,''Tiki Taka'', tiến ra toàn cầu,Ready or Not
Vào tháng 1 năm 2020, Daisy tuyên bố chương trình Finding Momoland gian lận và đã lừa dối người xem bằng cách thao túng phiếu bầu. Cô tuyên bố rằng sau khi bị loại, cô đã được công ty liên hệ với lời đề nghị tham gia nhóm. MLD Entertainment đã phủ nhận các tuyên bố và tuyên bố họ sẽ có hành động pháp lý chống lại Daisy. Ngày 13 tháng 5, Daisy rời nhóm nhưng sẽ vẫn trực thuộc MLD.
Ngày 20 tháng 5, nhóm trở lại với MV ''Tiki Taka''. Ngày 11 tháng 6, nhóm phát hành Special MV " Starry Night.
Vào ngày 29 tháng 6, MLD Entertainment thông báo nhóm đã ký hợp đồng với ICM Partners để tiến vào thị trường Mỹ.
Vào ngày 17 tháng 11 năm 2020, đĩa đơn thứ ba Ready or Not, với ca khúc chủ đạo cùng tên được phát hành. Trong đó, ca khúc chủ đề "Ready Or Not" có sự tham gia của PSY, chủ nhân ca khúc đình đám "Gangnam Style".

### 2021: Trở lại với 'Wrap Me In Plastic' kết hợp vớiCHROMANCE, giành giải AAA Best Choice.
Vào ngày 5/2/2021, MOMOLAND sẽ phát hành ca khúc chủ đề mới có tên 'Wrap Me In Plastic hợp tác cùng với nam producer đình đám CHROMANCE. . Dự án lần này chỉ có 5 thành viên MOMOLAND tham gia, riêng Nayun vắng mặt vì lý do sức khỏe.
Trong thời gian không có những hoạt động âm nhạc, Momoland đã tích cực giao tiếp với người hâm mộ toàn cầu thông qua nhiều nội dung trên các nền tảng website và có mặt trong nhiều sự kiện lớn nhỏ trên toàn cầu.
Nhờ đó, nhóm nhạc này đã giành được chiến thắng tại hạng mục Best Choice tại giải thưởng Asia Artist Awards 2021.

### 2022: Phát hành đĩa đơn "Yummy Yummy Love" hợp tác cùng ca sĩ nổi tiếng Nam MỹNatti Natasha.
Vào ngày 28/12, MLD Entertainment - công ty chủ quản của MOMOLAND - đưa ra thông báo: "MOMOLAND sẽ có một sự trở lại bằng cách phát hành một ca khúc mới vào ngày 14/01".
MOMOLAND đã phát hành single comeback Yummy Yummy Love kết hợp cùng nữ ca sĩ người Dominica, Natti Natasha. Đây là sự trở lại của MOMOLAND sau gần 1 năm kể từ Wrap Me In Plastic. Bài hát tiếp tục được đề cử tại Lễ trao giải Juventud 2022, đưa Momoland trở thành nghệ sĩ Hàn Quốc đầu tiên được đề cử tại sự kiện này.

### 2023: Chấm dứt hợp đồng với MLD
Tin tức ngày 27/1 của tờ Newsis cho biết cả 6 thành viên nhóm Momoland sẽ chấm dứt hợp đồng với công ty quản lý MLD Entertainment sau khi hết hạn. Công ty thông báo: "Sau thời gian dài thảo luận với các thành viên Momoland gồm Hyebin, Jane, Nayun, JooE, Ahin, Nancy, chúng tôi tôn trọng ý kiến của nhau và đồng ý chấm dứt hợp đồng độc quyền. Chúng tôi muốn bày tỏ lòng biết ơn sâu sắc đến Momoland vì đã đồng hành cùng công ty trong thời gian dài. Chúng tôi ủng hộ tương lai của các thành viên và cũng mong người hâm mộ tiếp tục yêu thương, ủng hộ họ khi bắt đầu con đường mới". Ngày 14 tháng 2 năm 2023, Momoland rời công ty,tạm ngưng hoạt động tập trung vào hoạt động cá nhân.
2025: Kí hợp đồng với Inyeon entertainment
Vào ngày 10 tháng 4 , một quan chức của Inyeon Entertainment tiết lộ với OSEN, "Chúng tôi đã ký hợp đồng độc quyền với Momoland cho các hoạt động của nhóm." 

## Thành viên
| Nghệ danh           | Nghệ danh | Nghệ danh | Tên khai sinh       | Tên khai sinh | Tên khai sinh                  | Tên khai sinh | Tên khai sinh  | Vai trò                                                       | Ngày sinh                 | Nơi sinh                           | Quốc tịch |
| Latinh              | Hangul    | Kana      | Latinh              | Hangul        | Kana                           | Hanja         | Hán-Việt       | Vai trò                                                       | Ngày sinh                 | Nơi sinh                           | Quốc tịch |
| Thành viên hiện tại |           |           |                     |               |                                |               |                |                                                               |                           |                                    |           |
| Hyebin              | 혜빈      | ヘビン    | Lee Hyebin          | 이혜빈        | イ・ヘビン                     | 李慧彬        | Lý Tuệ Bân     | Vocalist, Rapper                                              | 12 tháng 1, 1996          | Andong, Gyeongsang Bắc, Hàn Quốc   | Hàn Quốc  |
| Jane                | 제인      | ジェイン  | Sung Jiyeon         | 성지연        | ソン・ジヨン                   | 成智筵        | Thành Trí Diên | Main Dancer, Lead Vocalist, Sub Rapper                        | 20 tháng 12, 1997         | Changwon, Gyeongsang Nam, Hàn Quốc | Hàn Quốc  |
| Nayun               | 나윤      | ナユン    | Kim Nayun           | 김나윤        | キム・ナユン                   | 金娜允        | Kim Na Duẫn    | Vocalist, Sub Rapper                                          | 31 tháng 7, 1998          | Seoul, Hàn Quốc                    | Hàn Quốc  |
| JooE                | 주이      | ジュイ    | Lee Joowon          | 이주원        | イ・ジュウォン                 | 李周洹        | Lý Châu Viên   | Lead Vocalist, Lead Dancer, Rapper, Center, Face of the Group | 18 tháng 8, 1999          | Bucheon, Gyeonggi, Hàn Quốc        | Hàn Quốc  |
| Ahin                | 아인      | アイン    | Lee Ahin            | 이아인        | イ・アイン                     | 李妸仁        | Lý A Nhân      | Lead Vocalist                                                 | 27 tháng 9, 1999          | Wonju, Gangwon, Hàn Quốc           | Hàn Quốc  |
| Nancy               | 낸시      | ナンシー  | Lee Geuroo          | 이그루        | イ・グル                       | 李格魯        | Lý Các Lữ      | Lead Vocalist, Lead Dancer, Visual, Center, Maknae            | 13 tháng 4, 2000          | Daegu, Hàn Quốc                    | Hàn Quốc  |
| Nancy               | 낸시      | ナンシー  | Nancy Jewel McDonie | 낸시맥도니    | ナンシー・ジュエル・マクドニー | 李格魯        | Lý Các Lữ      | Lead Vocalist, Lead Dancer, Visual, Center, Maknae            | 13 tháng 4, 2000          | Daegu, Hàn Quốc                    | Hoa Kỳ    |
| Cựu thành viên      |           |           |                     |               |                                |               |                |                                                               |                           |                                    |           |
| Yeonwoo             | 연우      | ヨンウ    | Lee Dabin           | 이다빈        | イ・ダビン                     | 李多斌        | Lý Đa Bân      | Lead Rapper, Visual, Face of the Group                        | 1 tháng 8, 1996 (28 tuổi) | Seoul, Hàn Quốc                    | Hàn Quốc  |
| Taeha               | 태하      | テハ      | Kim Taeha           | 김태하        | キム・テハ                     | 金泰河        | Kim Thái Hà    | Main Vocalist                                                 | 3 tháng 6, 1998           | Jeonju, Jeolla Bắc, Hàn Quốc       | Hàn Quốc  |
| Daisy               | 데이지    | デイジー  | Jungahn             | 유정안        | ユ・ジョンアン                 | 柳貞安        | Liễu Trinh An  | Lead Dancer, Main Rapper, Vocalist                            | 22 tháng 1, 1999          | Seoul, Hàn Quốc                    | Hàn Quốc  |

In đậm là trưởng nhóm

## Danh sách đĩa nhạc

### Album tổng hợp
| Tiêu đề                           | Chi tiết                                                                                           | Vị trí cao nhất | Doanh số    |
| Tiêu đề                           | Chi tiết                                                                                           | NB              | Doanh số    |
| --------------------------------- | -------------------------------------------------------------------------------------------------- | --------------- | ----------- |
| Momoland The Best ～Korean Ver.～ | - Ngày phát hành: Ngày 28 tháng 2 năm 2018 - Hãng đĩa: Akatsuki, King - Định dạng: CD, tải nhạc số | 26              | - NB: 3,568 |

### EP
| Tiêu đề             | Chi tiết | Vị trí cao nhất | Doanh số     |
| Tiêu đề             | Chi tiết | HQ              | Doanh số     |
| ------------------- | --- | --------------- | ------------ |
| Welcome to Momoland | - Ngày phát hành: Ngày 10 tháng 11 năm 2016 - Hãng đĩa: Dublekick Company - Định dạng: CD, tải nhạc số Danh sách bài hát 1. Welcome to Momoland 2. JJan! Koong! Kwang! (짠쿵쾅) 3. Lovesick (상사병) 4. A Fuss (어기여차) 5. JJan! Koong! Kwang! (짠쿵쾅) (Inst.) 6. A Fuss (어기여차) (Inst.) | 28              | - HQ: 1,915  |
| Freeze!             | - Ngày phát hành: Ngày 22 tháng 8 năm 2017 - Hãng đĩa: Dublekick Company - Format: CD, tải nhạc số Danh sách bài hát 1. Freeze (꼼짝마) 2. I Like It (좋아) 3. What Planet Are You From? (너, 어느 별에서 왔니) 4. Orgel (오르골) 5. Wonderful Love (어마어마해) (EDM ver.)                    | 17              | - HQ: 3,664  |
| Great!              | - Ngày phát hành: Ngày 3 tháng 1 năm 2018 - Hãng đĩa: Dublekick Company - Định dạng: CD, tải nhạc số | 3               | - HQ: 23,254 |
| Fun to the World    | - Ngày phát hành: Ngày 26 tháng 6 năm 2018 - Hãng đĩa: MLD Entertainment - Định dạng: CD, tải nhạc số | 6               | - HQ: 14,498 |
| Show Me             | - Ngày phát hành: Ngày 20 tháng 3 năm 2019 - Hãng đĩa: MLD Entertainment - Định dạng: CD, tải nhạc số | 7               | - HQ: 9,153  |
| Starry Night        | - Ngày phát hành: Ngày 11 tháng 6 năm 2020 - Hãng đĩa: MLD Entertainment - Định dạng: CD, tải nhạc số. |                 |              |

### Đĩa đơn
| "JJan! Koong! Kwang!" (짠쿵쾅) | 2016 | -  | -  | -  | -  | -  | —                                   |                  | Welcome to Momoland |
| "Wonderful Love" (어마어마해)  | 2017 | -  | -  | -  | -  | -  | —                                   | Freeze!          |                     |
| "Freeze" (꼼짝마)              | 2017 | -  | -  | -  | -  | -  | —                                   | Freeze!          |                     |
| "Bboom Bboom" (뿜뿜)           | 2018 | 2  | 2  | 4  | 2  | 5  | - HQ: 2,500,000 - NB: 24,157 (Phy.) | - KMCA: Bạch kim | Great!              |
| "Baam"                         | 2018 | 6  | 12 | 12 | 24 | 20 | - NB: 13,513 (Phy.)                 |                  | Fun to the World    |
| "I'm So Hot"                   | 2019 | 81 | 34 | 84 | 82 | 89 | - NB: 10,312 (Phy.)                 |                  | Show Me             |
| Thumbs Up                      | 2019 |    |    |    |    |    |                                     |                  |                     |
| Ready or not                   | 2020 |    |    |    |    |    |                                     |                  |                     |
| Wrap Me In Plastic             | 2021 |    |    |    |    |    |                                     |                  |                     |
| Yummy Yummy Love               | 2022 |    |    |    |    |    |                                     |                  |                     |

## Danh sách phim

### Chương trình truyền hình
| Năm  | Tên         | Network     | Member(s)                              | Ghi chú  |
| ---- | ----------- | ----------- | -------------------------------------- | -------- |
| 2017 | Weekly Idol | MBC Every 1 | Tất cả thành viên (trừ Daisy và TaeHa) | Tập 288  |
| 2020 | Inkigayo    | SBS         | Tất cả (MC đặc biệt)                   | Tập 1059 |

### Phim truyền hình
| Năm  | Tên                       | Network | Member(s)               | Ghi chú       |
| ---- | ------------------------- | ------- | ----------------------- | ------------- |
| 2018 | Dae Jang Geum Is Watching | MBC     | Hyebin Daisy JooE Nancy | Tập 1 (cameo) |

## Người mẫu tạp chí
| Năm  | Tạp chí            | Thành viên                 |
| ---- | ------------------ | -------------------------- |
| 2018 | W Korea số tháng 8 | Daisy, Nancy, Hyebin, JooE |

## Giải thưởng và đề cử

### Asia Model Awards
| Năm  | Đề cử / Tác phẩm | Giải thưởng                     | Kết quả   |
| ---- | ---------------- | ------------------------------- | --------- |
| 2017 | Momoland         | Best New Star / New Star Singer | Đoạt giải |

### 4th Korea-China Management Awards
| Năm  | Đề cử / Tác phẩm | Giải thưởng      | Kết quả   |
| ---- | ---------------- | ---------------- | --------- |
| 2017 | Momoland         | Asia Rising Star | Đoạt giải |

### Mnet Asian Music Awards
| Năm  | Đề cử / Tác phẩm | Giải thưởng            | Kết quả   |
| ---- | ---------------- | ---------------------- | --------- |
| 2017 | Momoland         | Best New Female Artist | Đoạt giải |
| 2017 | Momoland         | Artist of the Year     | Đoạt giải |

### Asia Artist Awards
| Năm  | Đề cử / Tác phẩm                | Giải thưởng       | Kết quả   |
| ---- | ------------------------------- | ----------------- | --------- |
| 2017 | MOMOLAND                        | Rising Star Award | Đoạt giải |
| 2018 | MOMOLAND "Bboom Bboom" & "BAAM" | Best Icon Award   | Đoạt giải |

### Korea Brand Awards
| Năm  | Đề cử / Tác phẩm | Giải thưởng      | Kết quả   |
| ---- | ---------------- | ---------------- | --------- |
| 2018 | Momoland         | Idol of the Year | Đoạt giải |

### MBC Plus X Genie Music Awards
| Năm  | Đề cử / Tác phẩm       | Giải thưởng                   | Kết quả   |
| ---- | ---------------------- | ----------------------------- | --------- |
| 2018 | MOMOLAND "BBoom BBoom" | Best Female Dance Performance | Đoạt giải |

### Billboard Music Awards
| Năm  | Đề cử / Tác phẩm | Giải thưởng        | Kết quả   |
| ---- | ---------------- | ------------------ | --------- |
| 2018 | MOMOLAND         | Global Music Group | Đoạt giải |

### Chương trình âm nhạc

#### The Show
| Năm  | Ngày       | Bài hát       | Điểm |
| ---- | ---------- | ------------- | ---- |
| 2018 | 6 tháng 2  | "Bboom Bboom" | 7308 |
| 2019 | 26 tháng 3 | "I'm So Hot"  | 7981 |
| 2019 | 2 tháng 4  | "I'm So Hot"  | 6311 |

#### Show Champion
| Năm  | Ngày       | Bài hát       |
| ---- | ---------- | ------------- |
| 2018 | 31 tháng 1 | "Bboom Bboom" |
| 2019 | 3 tháng 4  | "I'm So Hot"  |

#### M Countdown
| Năm  | Ngày       | Bài hát       | Điểm  |
| ---- | ---------- | ------------- | ----- |
| 2018 | 11 tháng 1 | "Bboom Bboom" | 7811  |
| 2018 | 22 tháng 2 | "Bboom Bboom" | 8634  |
| 2020 | 9 tháng 1  | "Thumbs Up"   | 10125 |

#### Music Bank
| Năm  | Ngày       | Bài hát       | Điểm |
| ---- | ---------- | ------------- | ---- |
| 2018 | 23 tháng 2 | "Bboom Bboom" | 7633 |

#### Inkigayo
| Năm  | Ngày       | Bài hát       | Điểm |
| ---- | ---------- | ------------- | ---- |
| 2018 | 11 tháng 3 | "Bboom Bboom" | 9051 |
| 2018 | 8 tháng 4  | "Bboom Bboom" | 7409 |